# (7945) Kreisau
(7945) Kreisau (1991 RK7) – planetoida z pasa głównego asteroid okrążająca Słońce w ciągu 3,21 lat w średniej odległości 2,18 j.a. Odkryta 13 września 1991 roku.